# Lode Wouters
Lode Alphonse Wouters (* 27. Mai 1929 in Klein-Vorst; † 25. März 2014 in Geel) war ein belgischer Radrennfahrer. Er wurde 1948 Olympiasieger in der Mannschaftswertung.

## Karriere
Lode Wouters war 1948 belgischer Straßenmeister der Amateure und hatte daneben eine Etappe bei der Limburg-Rundfahrt gewonnen. Bei den Olympischen Spielen 1948 in London kamen im olympischen Straßenrennen acht Fahrer gemeinsam zum Ziel, es siegte der Franzose José Beyaert vor dem Niederländer Gerrit Voorting; Lode Wouters kam als Dritter vor seinem Landsmann Léon De Lathouwer ins Ziel. Die Mannschaftswertung wurde nach den addierten Zeiten der drei besten Fahrer eines Landes ermittelt, hier gewannen Lode Wouters und Leon De Lathouwer zusammen mit Eugène Van Roosbroeck die Goldmedaille vor den Briten und den Franzosen.
In den nächsten beiden Jahren blieb Wouters als Amateurfahrer erfolgreich, 1949 gewann er ein Rundrennen in den Niederlanden, 1950 belegte er bei der Limburg-Rundfahrt den zweiten Platz. Am 30. Mai 1951 begann er beim Alcyon-Rennstall seine Profikarriere. 1951 gewann er zwei Rennen, im Jahr darauf siegte er bei drei Rennen und bei der ersten Etappe von Quer durch Belgien, wo er am Ende den zweiten Platz in der Gesamtwertung belegte. 1953 beendete er seine Karriere.